# Bredikhin (månekrater)
Bredikhin er et nedslagskrater på Månen. Det befinder sig på Månens bagside og er opkaldt efter den russiske astronom Fedor A. Bredikhin (1831 – 1904).
Navnet blev officielt tildelt af den Internationale Astronomiske Union (IAU) i 1970. 
Krateret observeredes første gang i 1965 af den sovjetiske rumsonde Zond 3.

## Omgivelser
Bredikhin ligger lige vest for Mitrakrateret og nordøst for Raimondkrateret.

## Karakteristika
Dette er et nedslidt krater, hvis landskabstræk er blevet overdækket af materiale fra strålesystemet, som udgår fra Jacksonkrateret omkring tre kraterdiametere mod nordvest. Over randen ligger et lille krater mod vest-nordvest, og der ligger en del småkratere mod sydvest. I kraterbunden er det mest bemærkelsesværdige træk det krater, som ligger over meget af den nordvestlige del, herunder også over kraterets midte.

## Satellitkratere
De kratere, som kaldes satellitter, er små kratere beliggende i eller nær hovedkrateret. Deres dannelse er sædvanligvis sket uafhængigt af dette, men de får samme navn som hovedkrateret med tilføjelse af et stort bogstav. På kort over Månen er det en konvention at identificere dem ved at placere dette bogstav på den side af satellitkraterets midte, som ligger nærmest hovedkrateret. Bredikhinkrateret har følgende satellitkratere:
| Bredikhin | Længde  | Bredde   | Diameter |
| --------- | ------- | -------- | -------- |
| B         | 19,0° N | 157,4° V | 18 km    |